# همه رومن را دوست دارند
همه رومن را دوست دارند (لهستانی: Wszyscy kochają Romana) یک مجموعهٔ تلویزیونی کمدی موقعیت لهستانی است که در سال ۲۰۱۱ منتشر شد و اقتباسی از سریال آمریکایی همه ریموند را دوست دارند بود.

## گزیدهٔ بازیگران

### اصلی
- بارتومیئی کاسپشیکوفسکی
- آنتا تودورچوک-پرخوچ
- آنا سنیوک
- یواخیم لامژا
- تِـدِه

### فرعی و میهمان
- ویتولد ویلینسکی
- کارولینا موشالاک
- مایا هیرش
- الژبیتا یاروشیک
- ماوگوژاتا زایاژکوفسکا
- کشیشتف استلماژیک
- سیلویا گروچانا
- اِوا سِـروا
- کارولینا پیخوتا
- ایوُنا فشوئوکوونا
- پیوتر گروشکا
- دوبرومیر دیمتسکی
- کشیشتف چچوت
- یژی واپینسکی

## قسمت‌ها
| فصل | فصل | زمان پخش                              | تعداد قسمت‌ها | تاریخ انتشار   | تاریخ انتشار |
| فصل | فصل | زمان پخش                              | تعداد قسمت‌ها | قسمت نخست      | [قسمت آخر    |
| --- | --- | ------------------------------------- | ------------ | -------------- | ------------ |
|     | ۱   | ساعت ۸ شب جمعه ۲ سپتامبر – ۲۳ سپتامبر | ۱۵           | ۲ سپتامبر ۲۰۱۱ | —            |